# Dylan Minnette
Dylan Christopher Minnette (født 29. december 1996) er en amerikansk skuespiller og musiker som er mest kendt for at spille Clay Jensen i tv-serien Døde piger lyver ikke, David Shephard i Lost, Rex Britten i Awake, Anthony i Alexander and the Terrible, Horrible, No Good, Very Bad Day, Zach Cooper i Goosebumps, Jerry Fitzgerald Jr. i Scandal, og Alex i Don't Breathe.
Dylan er forsanger i sit eget band Wallows.